# 哈爾西恩 (密蘇里州)
哈爾西恩（英語：Halcyon）是位於美國密蘇里州登特縣的鬼鎮。

## 歷史
哈爾西恩的郵局於1903年設立，其後於1905年停運。

## 地理
哈爾西恩所處的海拔為高於海平面332米（即1089英呎），而該地所採用的時區為UTC-6，即北美中部時區（CST）。同時該地設有夏令時間，為UTC-6調快一小時，即UTC-5（CDT）。